# Aginter Press
L'Aginter Press, o Aginter Presse, fu un'associazione sovversiva fascista anticomunista che si celava dietro un'agenzia di stampa internazionale, fondata a Lisbona, nel settembre 1966, da un gruppo di francesi che vivevano in Portogallo e che fu operante fino al 1974. Venne definita dal servizio di informazione e propaganda del Movimento delle forze armate portoghesi come un'associazione sovversiva fascista internazionale, finanziata dal governo dittatoriale portoghese di Salazar e da ambienti d'estrema destra francesi, belgi, sudafricani e sudamericani. Nacque per attuare, nelle colonie africane del Portogallo, tutte quelle operazioni che il servizio segreto portoghese - la PIDE - non poteva attuare. Occultata sotto quest'ultima organizzazione segreta ufficiale si nascondeva un'organizzazione segreta politico-militare, la "Ordre et Tradition" e il suo braccio armato clandestino, l'Organisation Armée Contre le Communisme International, OACCI.
L'organizzazione è sospettata inoltre di aver agito come un'organizzazione terroristica, anche mediante la metodologia della provocazione.

## Storia
Il ministero della difesa e degli esteri portoghese, nel 1966, avevano bisogno di una rete informativa capace di operare nei Paesi africani che ospitavano i movimenti di liberazione delle colonie portoghesi, perché gli agenti portoghesi della PIDE avevano difficoltà di movimento in quei Paesi. I dirigenti del governo, i generali Deslandes e João Paiva de Paria Leite Brandão, ex segretari aggiunti del ministero della Difesa, e il maggiore António César Lima Gata, gli ambasciatori João Hall Themido e Caldeira Coelho, ex direttori generali del ministero degli esteri, pensavano che con una buona copertura, agenti di altre nazionalità avrebbero potuto operare senza problemi. A questo scopo venne ingaggiato Yves Guillou con un contratto in cui c'era scritto che doveva costituire un'agenzia di stampa che servisse da copertura a un'organizzazione incaricata di infiltrarsi nei Paesi africani. Per ciò avrebbe ricevuto intorno ai 2.000 contos (due milioni di scudi).
L'Aginter Presse aveva sede in Rua das Praças, n. 13, nel quartiere residenziale Bairro de Lapa a Lisbona. Gli uffici dell'agenzia erano nell'ammezzato, un modesto appartamento di quattro locali. Il primo locale fungeva da redazione e conteneva una biblioteca, delle scrivanie ed alcune macchine per scrivere. Le altre due stanze contenevano gli archivi. L'ultima stanza sembrava un laboratorio fotografico per la fabbricazione di microfilm ma in realtà era un'officina di fabbricazione e stampa di falsi documenti francesi, spagnoli e portoghesi: passaporti, carte d'identità, tessere da giornalista e da poliziotto, patenti di guida, certificati di assicurazione, ecc. C'era anche un'intera collezione dei visti che vengono rilasciati alle principali frontiere europee e di timbri per autenticare i documenti falsificati, soprattutto timbri francesi della prefettura parigina di polizia, delle prefetture dipartimentali, della gendarmeria nazionale, delle regioni militari e una serie di campioni di firme di diplomatici e ufficiali superiori francesi. Gli archivi contenevano ritagli di stampa, microfilm e documenti in francese, disposti in classificatori divisi per continente e Paese: America del Sud, Africa, Francia, Italia, Germania occidentale. I libri contabili dell'agenzia contenevano lunghe colonne di nomi francesi, seguiti da somme in franchi. Erano presenti diversi schedari: un elenco degli abbonati alle pubblicazioni dell'agenzia, uno degli impiegati e collaboratori, e un terzo schedario, dalla dicitura “Ordre et Tradition”. Ogni scheda riportava il curriculum vitae delle persone attive e il suo schieramento politico: «fascista», «nazionalista anticomunista», «nazionalista rivoluzionario» o terroristi «ex OAS». I più numerosi erano i francesi, ma si trovavano pure spagnoli, portoghesi, italiani, britannici, svizzeri, statunitensi e sudamericani, oltre che fuggiaschi dai paesi dell'Est.
La rivoluzione dei garofani dell'aprile 1974 segnò la fine del regime salazarista di Marcello Caetano in Portogallo, comportando l'apertura della prigione fortezza di Caxias e la nascita di commissioni d'inchiesta sulle violenze perpetrate dalla dittatura attraverso la polizia politica, la PIDE-DGS. Nell'ambito di queste indagini, nel maggio dello stesso anno vi fu la scoperta della sede, ormai deserta, dell'Aginter Presse nei locali di un palazzo nel centro di Lisbona. Yves Guérin-Sérac  e la sua camarilla si trasferirono in Spagna, progettando ulteriori azioni terroristiche di stampo atlantista come la guerra civile in Portogallo contro il governo di Vasco Gonçalves, e successivamente alla progettata - benché mai realizzata - restaurazione franchista.

## Attività sotto copertura
La casa editrice rappresentava la copertura di un centro di reclutamento e addestramento per guerra non convenzionale, riconducibile alla rete in funzione anticomunista guidata dalla NATO Stay Behind, in Italia nota come Gladio.
Le azioni svolte dall'Aginter Presse, in tutta Europa, erano finalizzate a:
- diffondere le idee e programmi nazisti nel mondo, in particolare in Europa e Africa.
- reclutare e addestrare agenti per guerra non convenzionale per perpetrare disordini e caos, allo scopo di minare le fondamenta dei governi democratici.
- azioni di spionaggio, per conto dei servizi segreti portoghesi e con connessioni tramite questi ad altri servizi segreti di Paesi NATO.
- collaborare a dirigere l'organizzazione internazionale dell'eversione in chiave anticomunista. Questa "internazionale eversiva" usava l'Aginter Presse come braccio d'azione per interventi in diversi Paesi.

L'agenzia di stampa Aginter Presse era:
- un centro spionistico coperto dalla PIDE, il servizio segreto portoghese al tempo della dittatura di Salazar e legato, loro tramite, ad altri servizi segreti occidentali: la CIA, le reti tedesco-occidentali Gehlen, la DGS spagnola, il KYP (Kratike Yperesia Pleforion) greca, il BOSS sudafricano;
- un centro di reclutamento e addestramento di mercenari e terroristi specializzati in attentati e sabotaggi (numerosi documenti scoperti negli archivi dell'agenzia rivelano che Aginter assicurava un vero e proprio insegnamento teorico e pratico in materia di guerriglia, terrorismo e spionaggio);
- un'organizzazione fascista internazionale denominata Ordre et Tradition;
- il suo braccio militare clandestino, I'OACI (Organisation d'action contre le communisme international).[1]

Il 22 maggio 1974, un funzionario della PIDE-DGS, la polizia politica portoghese, interrogato nel forte di Caxias da ufficiali del Movimento delle forze armate, rivelò che l'agenzia Aginter-Presse era una centrale d'informazioni che lavorava per la PIDE.
Ai terroristi veniva impartito un corso teorico-pratico, costituito da lezioni teoriche, tenute da Guérin-Sérac e in lezioni pratiche tenute da uomini che avevano militato nel gruppo terroristico OAS. Guérin-Sérac insegnava sovversione, le manifestazioni violente, le missioni speciali, la sicurezza e la copertura, mezzi non convenzionali, la guerriglia e il combattimento, le regole e le informazioni. La pratica si svolgeva in diversi campi, uno dei quali nel Sud del Portogallo, in Algarve, un altro a Windhoek nel Sudovest africano.
Il corso durava tre settimane di cinque giorni ciascuna, i corsi teorici erano al mattino e le attività pratiche al pomeriggio. Una parte delle lezioni era dedicata alle tecniche di copertura. L'insegnamento riguardava: 1) le tecniche di sorveglianza e pedinamento (studio del processo di pedinamento, della sua tecnica, della difesa contro il pedinamento. 2) le tecniche di contatto tra agenti (i segni di riconoscimento, le varie precauzioni da adottare).

Tra le carte rinvenute nei loro archivi vi era un documento La nostra azione politica, redatto da Yves Guérin-Sérac nel dicembre 1968 e reso pubblico da "L'Europeo" il 28 novembre 1974 nel quale delineavano la propria linea strategica:
Dopo la caduta della dittatura in Portogallo, la sede venne trasferita a Madrid, dove si costituì il “Gruppo di Madrid” e, dopo la morte del dittatore Francisco Franco, il gruppo si trasferì in Cile dove offrì i propri servigi al generale Augusto Pinochet e, dopo la caduta di Pinochet, si trasferì in Argentina durante il processo di riorganizzazione nazionale.
Ultimo atto, Guérin-Sérac fondò una setta neotemplare, chiamata Vida-Muerte-Vida.

## Componenti e struttura
- Yves Guillou, alias Yves Guérin-Sérac, nato a Ploubezre (Francia), il 2 dicembre 1926, entrò nell'esercito francese nel 1947, combatté nella guerra di Corea nel 1951, dove fu decorato con la medaglia delle Nazioni Unite e Bronze Star. Fu nei berretti neri nella guerra d'Indocina, nel 1953, dove fu decorato Legion d'onore e croce di guerra. Infine partecipò alla guerra d'Algeria nel 1954. Fu nominato capitano nel 1959 nell'11° CHOC paracadutisti del Service de documentation extérieure et de contre-espionnage (SDECE). Nel 1962 disertò e fu membro fondatore dell'OAS, alla testa di un commando nei dintorni di Orano fino al 1962, infine direttore dell'Aginter Presse. Dopo la rivoluzione dei garofani fuggì a Madrid, in Avenida del Manzanares, dove aveva adottato lo pseudonimo di Ralf,[15] poi in America Latina. Fino al 2002 abitò nei pressi di Tenerife, dopodiché sparì nel nulla.[16]
- Jean-Marie Laurent, di origine francese, nato nel 1939. Il suo nome di battaglia era «Lafitte». Ex dirigente dell'OAS, era il «numero due» di Aginter Presse, il teorico dell'agenzia. Viaggiò in tutta Italia, dove era incaricato di tenere i collegamenti con elementi neofascisti, come Stefano Delle Chiaie e il suo uomo di fiducia Mario Merlino.[17]
- Daniel Laurent, di origine francese, nato nel 1945, fratello di Jean-Marie. Viveva tra la Francia e il Portogallo. Negli anni sessanta lavorava per la radio di Aginter Presse.[18]
- Jean-Denis Raingeard de la Blétière, di origine francese, nato nel 1942. Era uno dei principali luogotenenti di Sérac. Incaricato di tenere i contatti tra Aginter Presse e i servizi segreti americani.[18][19]
- Robert Henry Leroy, di origine francese, nato nel 1908. Si arruolò nelle Waffen-SS della Legione Vallona di Léon Degrelle, durante la seconda guerra mondiale.

## Collaboratori

### Aginter Presse
- Guy D'Avezac de Castera, nato a Parigi l'8 febbraio 1917;
- Jean Vallentin, nato il 5 giugno 1924 ad Angers, ufficiale dell'esercito francese, figlio di un ufficiale rifugiatosi al momento della Liberazione in Portogallo;
- Guy Mathieu, nato il 13 maggio 1930 a Tlemcen, in Algeria, capitano dell'esercito francese (fanteria da sbarco-paracadutisti), arrestato il 12 settembre 1961 per appartenenza all'OAS e assolto dal tribunale militare il 14 luglio 1962;
- Jean-Marie Guillou, nato il 6 giugno 1932, fratello di Guérin-Sérac;
- Pierre-Jean Surgeon, nato il 5 dicembre 1920, capitano di fanteria;
- Jean Brune, scrittore pieds-noirs.

### Ordre et Tradition
Nel 1967 il nucleo di Ordre e Tradition, effettivamente retribuito con i fondi del governo portoghese, era formato da sedici persone: Guérin-Sérac (codice Brug C 11); il capitano Mathieu (Philippe C 03); Jean-Marie Guillou (Frank T 05); D'Avezac de Castera, detto il Barone o il Visconte (Bergerac A 17); Jean-Marie Laurent, detto Jean-Marie Lafitte (Joël R 22); Jean Vallentin (Théo Mg).  Alain Gauthier, detto Bonnet-Gauthier (Walter L 12), ex OAS; Henri Le Rouxel, detto Brecourt (Brecourt Av 9), teorico del corporativismo; l'americano Jay Simon Sablosky (Salby H 07); il venezuelano Joe Vicente Pepper (Pepper H 01); Gerard-Paul Cheney (Technique H 08); Jacques Depret (Jacques T 09). Gli ultimi quattro sono noti soltanto sotto i nomi in codice: Barto R 04, Samar P 05, Legaz L 06 e Leopold Lt 2. Robert Leroy (T bis), entrato in Aginter nel 1967; Jacques Ploncard d'Assac, teorico nazionalista, che era un collegamento fra la camarilla di Salazar e la radio «La Voix de l'Occident»; Daniel Laurent (fratello di Jean-Marie Laurent), presentatore della «Voix de l'Occident» e cintura nera di aikidō all'accademia di Budō di Lisbona, dipendente dal ministero della Difesa; Georges Cot, attivista pied-noir nato ad Algeri nel 1932, mandato in missione (codice P bis) in Guinea; Jean-Emmanuel Justin, nato a Brest nel 1935, tenente dell'esercito francese; Hugues Stéphane Hélie, nato nel 1944, ex militante della Fédération des étudiants nationalistes. Il rapporto della polizia italiana aggiunge i nomi di quattro portoghesi: Zarco Moniz Ferreira, dirigente del gruppo fascista Jovem Portugal, José de Barcellos, José Valle de Figueirede e Armando Marques de Carvalho.

### Collaboratori italiani
Circa trenta amici e collaboratori italiani dell'Aginter Presse.

- Stefano Delle Chiaie.
- Vincenzo Vinciguerra,[14]  responsabile dell'assassinio di Antonio Ferraro, Donato Poveromo e Franco Dongiovanni, nella strage di Peteano del 1972.
- Pierluigi Concutelli,[14] responsabile dell'assassinio del giudice Vittorio Occorsio, nel 1976.

Mario Ricci, Piero Carmassi, Augusto Cauchi, Giuseppe Calzona.

## Partecipanti ai corsi
Piergiorgio Brillo, elemento di Ordine Nuovo di La Spezia, fra il 22 luglio e il 4 agosto 1967.
Angelo Izzo, terrorista d'estrema destra, partecipa a un corso tenutosi a Roma. Con la supervisione di Enzo Maria Dantini del gruppo Lotta di Popolo e da altri elementi di Avanguardia Nazionale.
Paolo Pecoriello, elemento di Avanguardia Nazionale, partecipa al corso tenutosi nella sede di Avanguardia Nazionale, in via Michele Amari a Roma, nel 1966, da Jean-Marie Laurent ex terrorista dell'OAS.

## Congressi
Nell'aprile del 1967 si organizzano a Lisbona, tenute da Ordre et Tradition, due riunioni internazionali: alla prima partecipano sodali di movimenti fascisti portoghesi, francesi, spagnoli, svizzeri, svedesi, tedeschi, argentini e paraguaiani; alla seconda partecipanti dell'estrema destra belga, britannica (British National Party) e italiana (Ordine Nuovo).

## Contatti
Vaticano
Cardinale Tisserant, già denunciato durante la guerra d'Algeria come uno dei protettori dell'OAS in Italia, e del suo ex segretario monsignor Georges Roche, superiore generale dell'Opus Cenaculi.
Svizzera
- Nouvel Ordre Européen, centrale neofascista, diretta a Zurigo dal professor Gaston-Armand Amaudruz.
- Jeune Europe-Suisse, diretto a Losanna da Roland Gueissaz.

Belgio
- Jean Dagonier, ex partigiano e membro dello SRA (Service de renseignement et d'action).

Germania
- Marcel Hepp, segretario del partito neonazista Nationaldemokratische Partei Deutschland, (NPD) e l'entourage di Franz Josef Strauß, capo del partito cristiano-sociale bavarese. Hepp che è anche direttore del «Bayernkurier», il giornale di Strauß.
- Organizzazione Geheln, rete spionistica americana in territorio tedesco-occidentale.

Spagna
- Círculo Español de Amigos de Europa (CEDADE), movimento neonazista degli ultra della Falange.
- Miguel Lloria, direttore della rivista Vanguardia.
- PIDE rete spionistica portoghese.

Stati Uniti
- William Buckley, direttore di «National Review».
- CIA, rete spionistica statunitense.

Italia
- Ordine Nuovo, con Giancarlo Rognoni e Pino Rauti.
- Avanguardia Nazionale, Stefano Delle Chiaie.

## Azioni: atti terroristici ed eversivi

### Operazioni di destabilizzazione politica e di eversione terroristica in Africa
- operazione in Tanzania fra il 1968-1969 condotta da Roberto Leroy, sotto la falsa divisa di militante marxista-leninista e filo-cinese incontrò i principali capi del FRELIMO, il movimento di liberazione del Mozambico, e dopo aver svolto un'opera di disinformazione e intossicazione mettendo l'una contro l'altra le varie tendenze del movimento e quindi avendo parte o ispirando l'assassinio di uno dei più importanti dirigenti del FRELIMO, Eduardo Mondlane, ucciso da un sofisticato congegno esplosivo nascosto all'interno di un libro.
- tentato golpe in Algeria nel 1966.
- invio di sette operativi, ex ufficiali francesi, di cui sei volanti e uno fisso in Portogallo, nei Paesi limitrofi all'Africa portoghese». I loro obiettivi erano la liquidazione dei dirigenti dei movimenti di liberazione, l'infiltrazione, l'insediamento di informatori e provocatori e l'utilizzazione di falsi movimenti di liberazione.
- reclutamento per mercenari da inviare in Angola[25] a combattere contro gli indipendentisti.
- riportare al potere Moise Ciombe, nell'ex Congo belga, secondo il piano Kerillis, di finanzieri belgi con la complicità del servizio segreto portoghese e l'approvazione del servizio segreto francese. Ciombe fu condannato a morte in contumacia per l'assassinio di Patrice Lumumba e per alto tradimento, fu internato in Algeria fino alla morte.
- operazione nelle Azzorre, nel 1975, organizzatore Jean Denis RINGEARD DE LA BLÉTIÈRE che ha costituito il Fronte di Liberazione delle Azzorre - Governo Provvisorio Clandestino, un gruppo secessionista al servizio degli interessi statunitensi.

### Operazioni di destabilizzazione politica e di eversione terroristica in Europa
- azioni di guerriglia anti-ETA nei Paesi Baschi, in collaborazione con fuoriusciti italiani di estrema destra come Stefano Delle Chiaie.
- attentati alle ambasciate d'Algeria in Francia, Gran Bretagna, Germania Federale, Italia, 1975, compiute da Yves Guérin-Sérac, Stefano Delle Chiaie, Vincenzo Vinciguerra, Jay Simon Salby, detto Castor, Mario Ricci, Piero Carmassi. Tutti rivendicati con la sigla "SOA, Soldati dell'Opposizione Algerina.

- attentato in danno dell'Amicale des Algériens en Europe, Rue Louis Le Grand, Parigi in data 27 luglio 1975, commesso con la collocazione di un ordigno composto con amatolo;
- attentato in danno dell'Ambasciata d'Algeria a Roma in data 18 agosto 1975, commesso con la collocazione di un ordigno composto con polvere da mina;
- attentato in danno dell'Ambasciata d'Algeria a Bonn in data 18 agosto 1975, commesso da Mario Ricci e Piero Camassi, con la collocazione di un ordigno non esploso, costituito da un timer elettronico ed esplosivo militare di origine statunitense, del tipo C4;
- attentato in danno dell'Ambasciata d'Algeria a Londra, Hyde Park Gate 6, in data 18 agosto 1975, commesso da Jey Simon Salby, con la collocazione di un ordigno non esploso, costituito da un detonatore elettrico di fabbricazione spagnola, da un orologio quale timer e da esplosivo del tipo gelignite.
- infiltrazione in gruppi della sinistra extraparlamentare di stampo maoista e trozkista in Italia, Francia e Svizzera,
- la regia congiunta nell'attentato di Piazza Fontana a Milano del dicembre 1969.[26][27]
- azione contro l'ambasciata del Vietnam del Sud, un commando formato da Jean-Marie Laurent, Mario Merlino e Stefano Delle Chiaie, depongono una notte un ordigno esplosivo presso all'ambasciata del Vietnam del Sud, per screditare i comunisti.

### Operazioni di destabilizzazione politica e di eversione terroristica nel mondo
- operazione in Costa Rica, nel 1974, condotta da Yves GUÉRIN-SÉRAC, da SALBY e da alcuni cittadini italiani. finalizzata a liquidare una base guerrigliera, ubicata nel territorio della vicina Costa Rica, per conto dell'"uomo forte" del Guatemala, Mario Sandoval.

## L'Aginter Press in Italia
- L'appunto del SID del 16 dicembre 1969.[28]

L'esistenza di rapporti fra la struttura di Guérin-Sérac e le organizzazioni di estrema destra italiane, in particolare Ordine Nuovo, era già emersa durante le indagini condotte dall'autorità giudiziaria di Milano sulla pista nera della strage di Piazza Fontana.

Guérin-Sérac e Pino Rauti, dopo uno scambio di corrispondenza, si erano incontrati a Roma fra il 30 gennaio e il 1º febbraio 1968

Armando Mortilla organizzò il viaggio dell'ordinovista di La Spezia Piergiorgio Brillo a Lisbona per partecipare ad un corso di addestramento. Organizzò l'incontro, a Roma nel gennaio 1968, fra Guérin-Sérac e Pino Rauti.

Nel 1967 Rauti dichiarò di essere disposto a una cooperazione tra Ordine Nuovo e l'Aginter Press sul piano militare e dell'azione terroristica internazionale. Dagli appunti informativi di Mortilla emerge che l'Aginter Press continuò ad essere operativa anche negli anni successivi allo scioglimento della sede portoghese e nel 1974 fissò la sua sede in Svizzera.

Gli istruttori di lingua francese, di Aginter Press tenero campi di addestramento militare per i guerrieri politici italiani: Delfo Zorzi, ad esempio, ne aveva organizzato uno nel 1974 a Bellinzona, vicino a Lugano. I partecipanti furono addestrati all'uso delle armi e alla gestione politica di azioni omicidiarie o stragiste. Nel settembre 1970 a Folgaria, in Trentino, si tenne un campo paramilitare di diversi giorni: quattro esponenti dell'Aginter Press svolsero il ruolo di istruttori e verificarono la preparazione pratica e teorica dei partecipanti, 25-30 persone regolarmente registrati e alloggiati all'hotel Fiorentini.
- Vincenzo Vinciguerra svela la struttura di Guérin-Sérac operante a Madrid.
Vincenzo Vinciguerra si rifugiò in Spagna dal marzo 1974 al settembre 1975, per sfuggire al probabile mandato di cattura per il fallito dirottamente aereo di Ronchi dei Legionari e per gli altri attentati commessi in Friuli fra il 1971 e il 1972. Durante la permanenza in Spagna Vinciguerra era stato ospitato dalla struttura logistica e operativa costituita da Guerrin Serac e Stefano Delle Chiaie e di cui facevano parte spagnoli, italiani, portoghesi, francesi e militanti di altre nazionalità fra cui l'americano Jay Simon SALBY, nome di battaglia Castor.[32]
- Vincenzo Vinciguerra svela fatti concernenti gli attentati dell'estate del 1975 contro le ambasciate algerine.[33]
- I riscontri relativi agli attentati anti-algerini e alle attività nelle Azzorre.
L'utilizzo dell'esplosivo militare statunitense "C4" nell'attentato a Bonn del 18 agosto 1975.[34]
- Carlo Digilio e Martino Siciliano svelano notizie relative all'Aginter Press e al gruppo di Madrid.[35]
- Pierluigi Concutelli, Francesco Zaffoni e altri testimoni svelano notizie relative al gruppo di Madrid.[36]
- I fatti di Montejurra, in Navarra, del 9 maggio 1976
La presenza armata di Stefano Delle Chiaie e dei suoi uomini alla sparatoria contro i militanti democratici
La cattura di Augusto Cauchi in Argentina.[37]
- Come Robert Leroy si è infiltrato in gruppi filo-cinesi italiani alla fine degli anni '60.[36]
- Guérin-Sérac, Stefano Delle Chiaie e altri indiziati in relazione alle attività dell'Aginter Press e del gruppo di Madrid.[38]
- l'Aginter Press nella strategia della tensione e nell'"operazione" del 12 dicembre 1969 e i diversi segmenti di intervento presenti in tali avvenimenti.[39]